# Ordine della famiglia reale di re Edoardo VII
L'ordine della famiglia reale di re Edoardo VII (in inglese: Royal Family Order of King Eduard VII) è una onorificenza del Regno Unito non più conferita ma ancora inclusa nel sistema premiale britannico, tradizionalmente posta in stato di quiescenza dalla morte del sovrano fondatore, concessa da re Edoardo VII come segno di particolare stima personale ai soli membri femminili della famiglia reale del Regno Unito o per particolari servizi verso la propria persona.

## Storia
L'ordine della famiglia reale di re Edoardo VII venne istituito nel 1901, l'anno dell'ascesa al trono del Sovrano dopo la morte della madre, la regina Vittoria.
L'Ordine si compone di due classi:
- Dame di I classe
- Dame di II classe

## Insegna
La medaglia dell'Ordine è composta da un cammeo raffigurante re Edoardo VII, circondato da una cornice di rose d'argento e brillanti, sovrastata dalla corona reale in pietre preziose. Sul retro la decorazione è la medesima del diritto ad eccezione dell'ovale centrale che riporta una superficie piana dorata con incise le iniziali del monarca "ER" ("Eduardus Rex") e la data di fondazione "1902" realizzate in smalto rosso.
Il nastro è blu con una striscia rossa ed una più piccola dorata per parte.

## Elenco degli insigniti
- Alessandra di Danimarca, regina del Regno Unito e imperatrice d'India consorte, moglie di re Edoardo VII
- Maud di Sassonia-Coburgo-Gotha, principessa consorte di Norvegia, figlia di re Edoardo VII
- Mary di Teck, principessa consorte del Galles e poi regina del Regno Unito e imperatrice d'India consorte, moglie di re Giorgio V
- Luisa Vittoria, duchessa di Fife, principessa del Regno Unito, figlia di re Edoardo VII
- Vittoria, principessa del Regno Unito, figlia di re Edoardo VII
- Elena del Regno Unito, figlia della regina Vittoria e sorella di re Edoardo VII
- Luisa, duchessa di Argyll, figlia della regina Vittoria e sorella di re Edoardo VII
- Beatrice, principessa del Regno Unito, figlia della regina Vittoria e sorella di re Edoardo VII
- Elena di Waldeck e Pyrmont, principessa di Waldeck e Pyrmont, moglie di Leopoldo di Sassonia-Coburgo e Gotha, fratello di re Edoardo VII
- Alice, principessa del Regno Unito, figlia della regina Vittoria e sorella di re Edoardo VII
- Alexandra Duff, duchessa di Fife, figlia di Luisa del Regno Unito, figlia a sua volta di re Edoardo VII
- Maud Duff, duchessa di Fife, figlia di Luisa del Regno Unito, figlia a sua volta di re Edoardo VII